# Лобачівський ліс
«Лобачівський ліс» — ботанічний заказник місцевого значення, розташований на території Володарського району Київської області. Займає площу 82 га.
Об’єкт знаходиться в межах Лобачівської сільської ради Володарського району, на території Володарського лісництва ДП
«Білоцерківське лісове господарство», - квартал 64 виділи 1, 3-12.
Оголошено рішенням 16 сесії 21 скликання Київської обласної ради від 10 березня 1994 року «Про оголошення нововиявлених та резервування цінних для заповідання територій, об’єктів природно-заповідного фонду місцевого значення».
Заказник створено з метою збереження дубово-грабових насаджень на схилі яру.

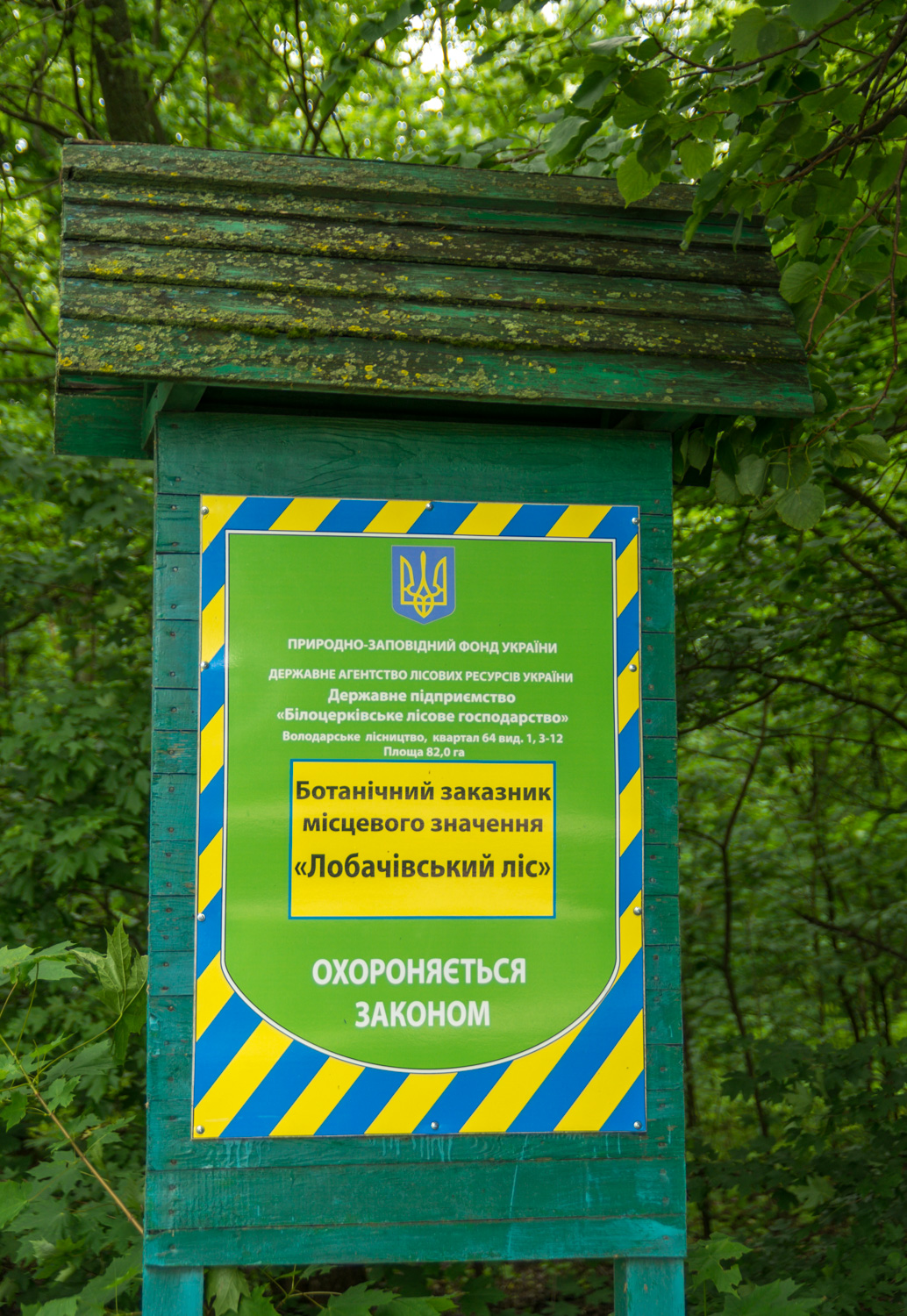